# 毛果忍冬
毛果忍冬（学名：Lonicera trichogyne）为忍冬科忍冬属的植物，为中国的特有植物。分布于中国大陆的四川、甘肃等地，生长于海拔1,600米至2,300米的地区，一般生于山顶灌丛中、山谷、林中及林缘，目前尚未由人工引种栽培。